# 부채
부채(영어: Hand

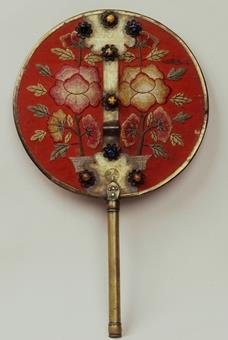
진주선. 단국대학교 석주선기념민속박물관 소장.

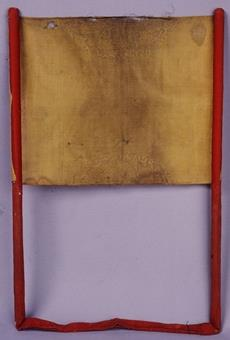
차선(차면선). 단국대학교 석주선기념민속박물관 소장

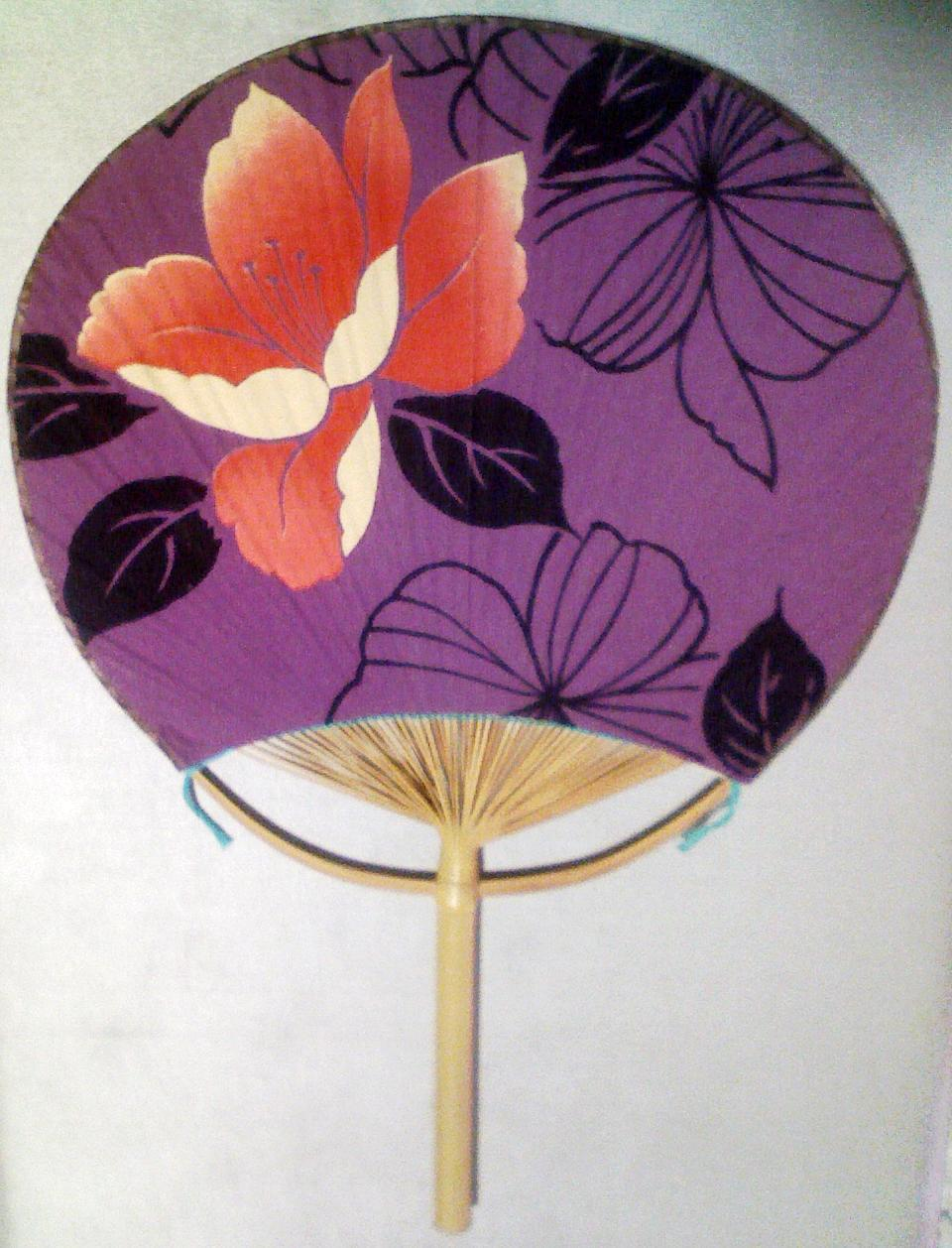
일본의 둥글부채

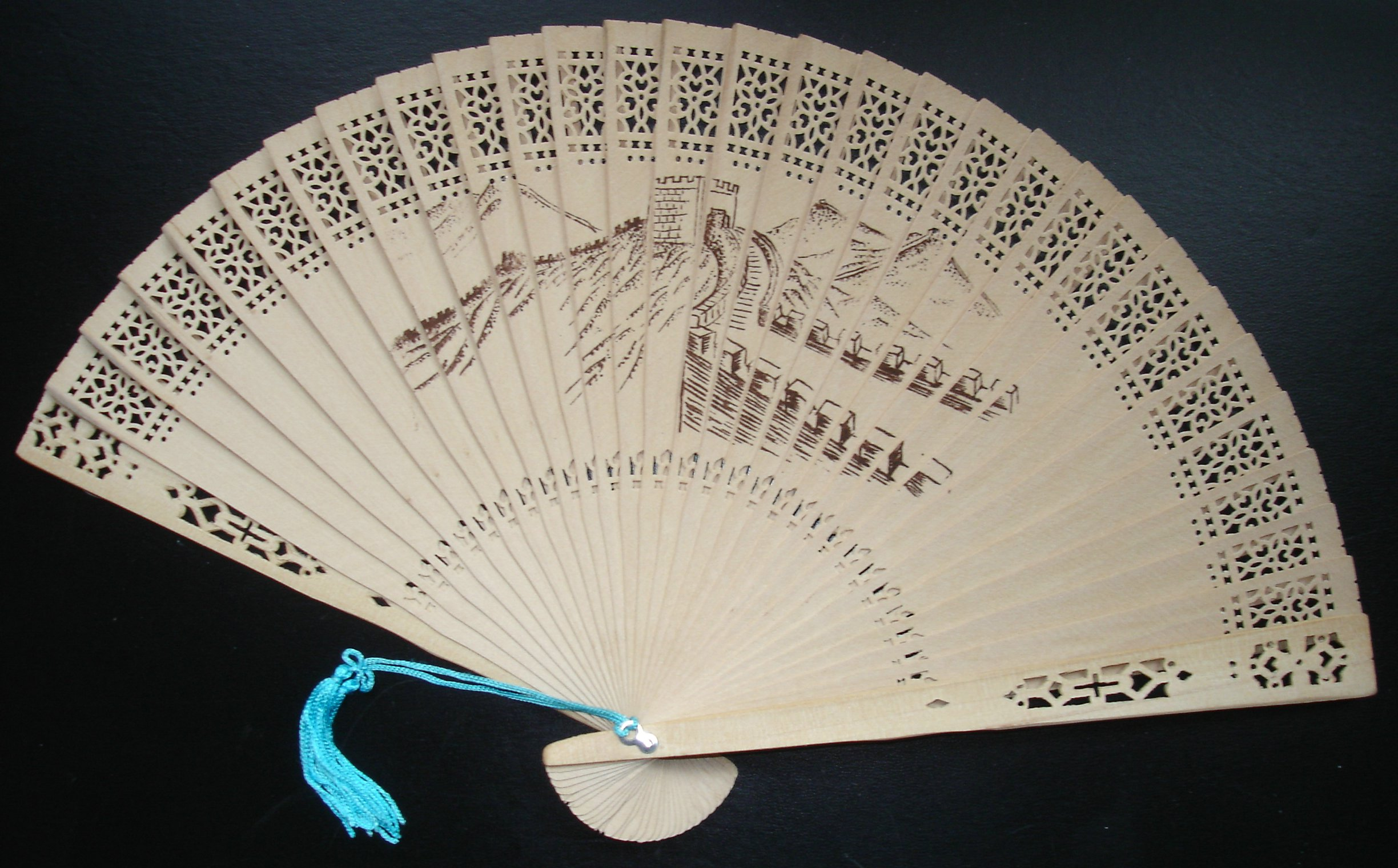
접부채(쥘부채)

Fan)는 손으로 흔들어 바람을 일으키는 도구이다. 더위를 덜거나, 불을 일으키는 데 사용된다. 부채는 전 세계적으로 문화 속에서 발전시켜 온 유형 유산 중 하나로 그 역사성이 깊다. 재질과 형태에 따라서 여러 가지 종류로 나뉘며 풍습에 따라서 독특한 부채 문화가 존재한다. 부채를 활용한 다양한 문화 예술 활동도 존재한다.

## 역사
옛날 인간은 더위를 식히기 위한 수단으로 나뭇잎으로 만든 부채를 사용했다. 그 다음은 새의 깃털로 제대로 된 모양을 갖춘 부채를 만들기 시작했고 지금도 태국, 미얀마 등지에서 소철이나 파초잎, 바나나잎을 말려서 부채로 사용하고 있다. 한자로 부채를 뜻하는 '부채 선(扇)' 자는 문짝을 뜻하는 '지게 호(戶)' 자에 '깃 우(羽)'자를 합친 회의 문자로, 문짝이 문의 양쪽에 있어 새의 날개처럼 열림을 나타낸다. 세계에서 가장 오래된 부채자루는 투탕카멘의 피라미드 속에서 발견된 황금 깃털부채자루로 이는 타조의 깃털을 꽂아 만든 것이다. 동양에서 가장 오래된 옻칠 부채자루는 경남 의창군(창원시 의창구) 다호리에서 출토된 깃털 부채자루로 이는 2000년 전의 원삼국시대의 것이다. 또한 1800년 전의 고구려 고분벽화에 깃털부채를 들고 있는 인물상이 발견되는가 하면 「삼국사기」에는 고려 태조 왕건이 즉위하자 후백제 왕 견훤이 축하의 뜻으로 공작깃털로 만든 공작선(孔雀扇)을 선물하였다는 기록도 남아 있다. 이 같은 깃털 부채는 역사도 깊고 바람도 쉽게 나는 장점이 있지만 오래 쓰면 부스러지고 먼지가 날 뿐 아니라 냄새가 좋지 않아 비위생적이라는 단점이 있었다. 때문에 삼베나 모시, 명주 등 천을 재료로 한 부채를 만들어 사용하다가 한지(韓紙)의 발명과 함께 우리가 아는 부채로 발전되기 시작했다.
접부채(접선, 摺扇)의 기원에는 두 가지 학설이 있는데, 그 중 하나는 고려 기원설로 당시 고려에 방문한 중국 측 사신의 기록에서 고려가 접부채를 사용했음이 확인된다. 이 사실은 당시 고려의 부채 제작 수준이 최고였음을 보여주는 단적인 예라 할 수 있다. 사신을 따라 고려에 왔던 송나라 문신 서긍(徐兢)은 고려의 여러 풍물을 보고 돌아가서 「선화봉사고려도경(宣和奉使高麗圖經)」 이란 책을 지었는데, 거기에다 '고려인은 한겨울에도 부채를 들고 다니는데, 접었다 폈다 하는 신기한 부채를 들고 다닌다.'고 적어놓기도 했다. 뿐만아니라 그 후로 고려에 온 중국 사신들은 접부채(동의어: 쥘부채)를 얻어가면 귀한 보물로 여겼으며, 나중에 이를 모방하여 부채를 만들기도 하였는데 그 부채를 가리켜 '고려선(高麗扇)'이라 불렀다. 고려 때 부채 기술이 우수했던 것은 닥나무 한지가 있었기 때문이다. 한지는 질기고 가벼우며 수명이 오래가는 특성을 가져 부채 종이로 쓰임이 적합했으며 대나무 또한 견고하고 잘 쪼개지는 특성으로 부채살을 만들기에 적합했다. 손잡이의 나무 역시 뚜렷한 사계절의 영향으로 미려한 무늬가 남겨져 있어 그 품질이 우수했다. 이 같은 우수한 재질 덕분에 고려선은 중국에도 영향을 미쳤다.
반면, 일본에서 접선이 기원했다는 일본 기원설도 있다. 이 증거로는 조선 후기 실학자 박지원의 「열하일기」가 있다. 여기에는 "우리 나라의 기물로서 일본의 것을 모방한 것이 많은데, 접는 부채도 고려는 일본에서 배웠고 중국은 고려에서 배워갔다."는 내용이 존재한다. 그러나 이 당시의 접부채는 현재와 그 형태가 꽤 다르다. 당시의 접부채는 회선(檜扇)이라고 하는 물건인데, 이것은 여러개의 회나무 껍질에 종이를 바르고, 그리고 그것을 엮어 그것들이 부채의 살이면서 곧 부채의 바람을 일으키는 부분이 되는 방식이다. 일본에서는 이 회선이 후에 발전해 현재와 같이 나무 살을 엮고 그것에 종이를 바르는 방식으로 발전했는데, 이 회선이 현재의 모습과 같은 접선이 된 쪽이 우선인지, 아니면 고려의 접선이 우선인지에 대해선 의견이 분분하나, 현재와 같은 형태의 유물 중 가장 오래된 것이 고려 쪽에서 발견된 점 때문에 고려 쪽이 먼저라는 것에 무게가 실리고 있다.
두 학설의 공통점은, 접부채가 중국에서 만들어진 것이 아니라 한반도나 일본에서 탄생해 중국으로 갔다는 점이다. 실제로 중국은 이러한 형식의 부채보다는 접을 수 없는, 비파형이나 원형의 부채를 많이 사용했다. 이는 현대의 창작물에서 고려, 중국, 일본의 옛 모습을 그릴 때에도 나타난다. 고려와 일본에서는 주로 접부채를, 중국에서는 접지 못하는 부채를 사용하는 모습으로 그려진다.
또한 특이하게도 한국과 일본 모두, 접부채와 관련된 문화가 있다. 한국에는 판소리를 할 때 접부채를 접고 펴는 행동을 하며, 일본에서는 만담을 할 때에 종이 부채를 이용해 엉뚱한 행동을 한 사람의 머리를 때리는 개그가 있다.

## 풍습
무더위가 시작되는 단오 때마다 임금이 각 지방의 명장(名匠)들을 시켜 부채를 진상케 했다. 궁에서 만든 부채를 단오날 신하들에게 나누어 주는 풍습도 있었다. 임금으로부터 부채를 하사받은 신하들은 부채 위에 수묵화를 그리거나 시를 한 수 적어 남기기도 하였고 백선(白扇, 흰 부채)으로 웃어른이나 은혜를 입은 사람들에게 나눠주기도 하였는데, 이를 계기로 민가에서도 단오가 되면 부채를 주고 받는 풍습이 유행하였다. 한국에서 다양한 종류의 부채가 탄생하게 된 데에는 이러한 문화적 요인도 존재했다.

## 종류
모양에 따라 크게 둥글부채와 쥘부채로 나눌 수 있다. 둥글부채는 부챗살에 천이나 종이를 붙인 둥근 모양의 부채로 방구부채 또는 단선(團扇), 원선(圓扇)이라고도 한다. 쥘부채는 접었다 폈다 할 수 있도록 만든 부채로 접부채라고도 한다. 접부채는 부챗살의 수와 부채 꼭지 모양, 부속품, 바탕 꾸밈에 따라 이름이 달리 붙여지기도 했으며, 크고 부채 살의 수가 많을수록 좋은 부채로 쳤다. 장식용 부채나 신랑·신부의 얼굴을 가리는 데 사용하는 사선(紗扇)과 굿을 할 때 무당이 사용하는 무선(巫扇)같은 의례용 부채도 있다.
대나무를 얇게 떠서 자리처럼 엮어 만든 죽석 부채, 옥수수 껍질이나 왕골, 부들, 보리집 등으로 엮어 만든 팔덕선(八德扇), 비단에 오색 실로 수를 놓은 수선(繡扇), 궁중혼례 때 쓰던 진주선(眞珠扇), 양반가에서 혼례식 때 신부의 얼굴을 가리는 데 쓰던 혼선(婚扇), 신랑이 얼굴을 가리던 차면선(遮面扇, 동의어: 차선), 겨울에 바람을 막던 모선(毛扇), 상제(喪制)가 쓰던 포선(布扇), 양산과 부채의 쓰임이 합하여 만들어진 윤선(輪扇), 무당이 굿할 때 쓰던 무선(巫扇), 춤출 때 사용하는 무용선(舞踊扇), 임금의 손에 들렸던 용선(龍扇), 가마에 햇볕을 가리던 대파초선(大芭蕉扇), 양반들이 의관을 갖추고 외출할 때 늘 손에 들었던 쥘부채, 대나무의 껍질을 함쳐서 만든 합죽선(合竹扇), 발처럼 엮어 만든 발선 등 그 종류가 100여가지에 이른다. 또한 같은 부채여도 모양새에 따라 다시 나뉘는데, 접선의 경우 부채의 끝부분이 물고기 머리 모양인 어두선(漁頭扇), 뱀 모양인 사두선(蛇頭扇), 승려의 머리 모양인 승두선(僧頭扇)등이 있다.
또한 부채의 선면(扇面)에 광택이 나는 비단 같은 모양새의 한지는 도침질(다듬이질)해서 얇게 압축하면 종이가 질겨질 뿐만 아니라 비단처럼 윤이 나게 된 것인데 이러한 종이를 선자지(扇子紙)라 했다. 이처럼 종이가 얇고 질긴 부채는 바람이 잘 나고 견고할 뿐만아니라 시각적으로 시원해 보이는 멋이 나타나 있었다.

#### 둥글부채(방구부채)
방구 부채에는 오엽선(梧葉扇)·연엽선(蓮葉扇)·파초선(芭蕉扇)·태극선(太極扇)·아선(兒扇)·오색선(五色扇)·까치선·진주선(眞珠扇)·공작선(孔雀扇)·청선(靑扇)·홍선(紅扇)·백우선(白羽扇)·팔덕선(八德扇)·세미선(細尾扇)·미선(尾扇)·송선(松扇)·대원선(大圓扇) 등이 있다.

#### 쥘부채
한 손에 쥐고 접고 펼 수 있는 부채를 쥘부채라고 부르며, 한국에서는 고려시대 때부터 만들어졌다. 《도화견문지》에는 고려부채가 왜선(倭扇)이라는 단어로 등장하며, 《고려도경》에도 비슷한 쥘부채가 언급된다. 조선시대의 여러 기록물에는 첩선(疊扇, 貼扇), 혹은 접선(摺扇)이라는 단어가 많이 나온다.
백선(白扇, 白貼扇)·칠선(漆扇)·유선(油扇)·복선(服扇)·승두선(僧頭扇)·어두선(魚頭扇)·사두선(蛇頭扇)·반죽선(班竹扇)·외각선(外角扇)·내각선(內角扇)·삼대선(三臺扇)·이대선(二臺扇)·단목선(丹木扇)·채각선(彩角扇)·곡두선(曲頭扇)·소각선(素角扇)·광변선(廣邊扇)·협변선(狹邊扇)·유환선(有環扇)·무환선(無環扇) 등이 있다.

## 이미지

부채
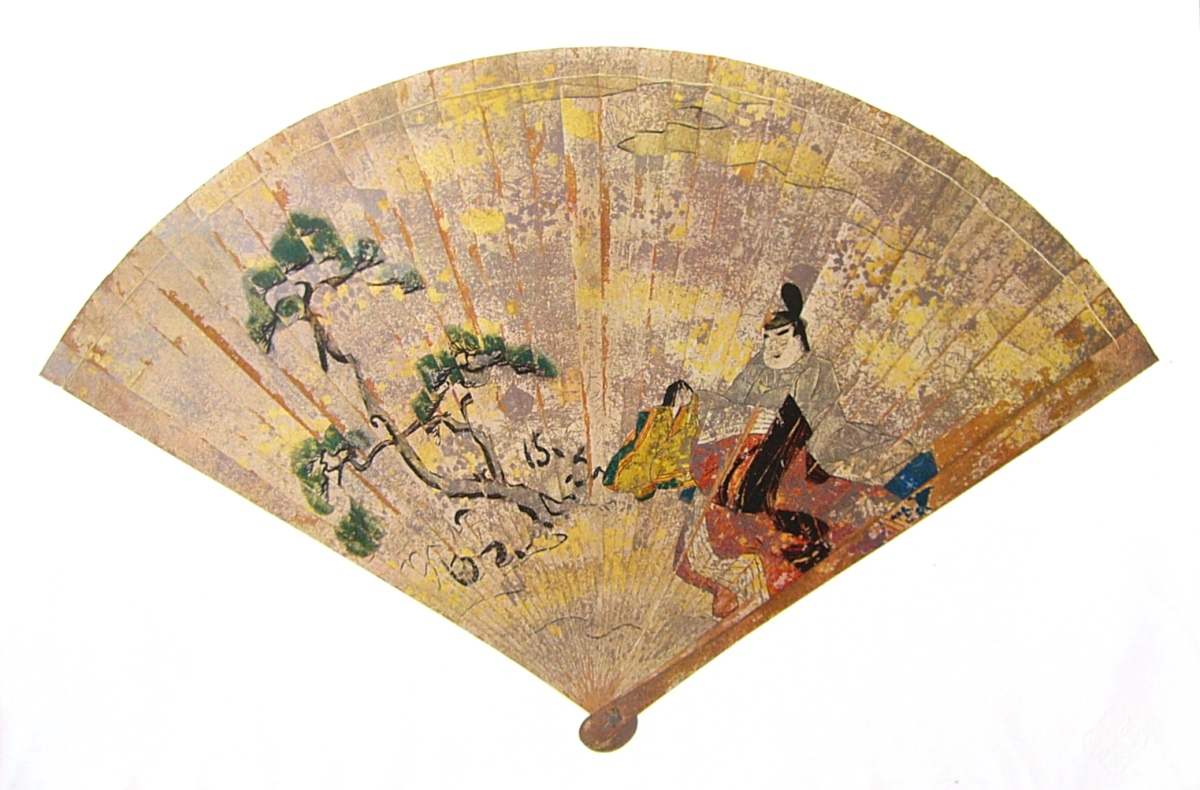
화지로 만든 헤이안시대의 부채 (이쓰쿠시마 신사)
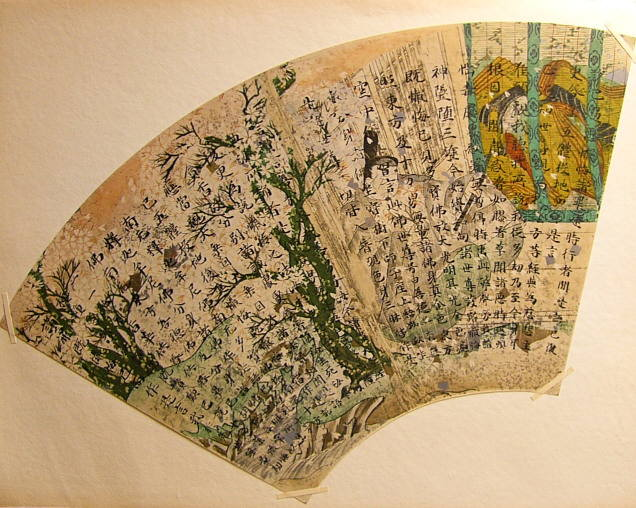
부채의 거죽에 법화경이 쓰인 책자 (12세기, 시텐노지소유)
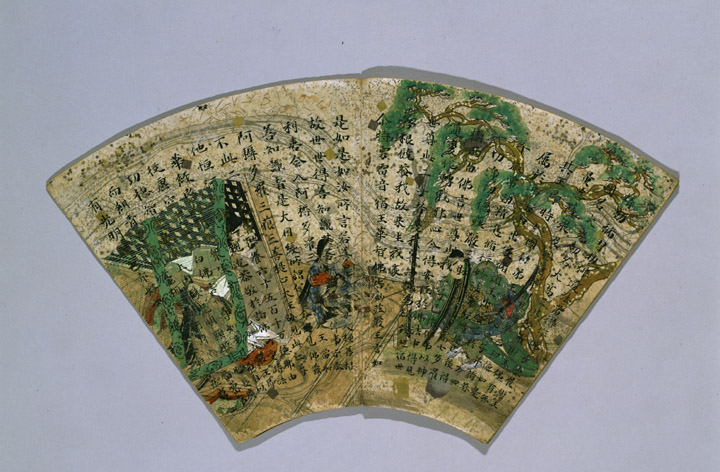
부채의 거죽에 법화경이 쓰인 책자 (12세기, 도쿄 국립박물관소유)

## 같이 보기
- 부채 언어(fan languages) - 18~19세기경 영국과 스페인을 중심으로 여성들 사이에서 부채를 사용해 남성들에게 자신의 상황이나 마음을 알린 전달법
- 죽부인
- 에어컨
- 선풍기
- 정동심곡바다부채길 - 강릉시에 있는 해안길로 부채를 펼쳐놓은 모양과 같다고 하여 이러한 이름이 붙었다.

## 참고 문헌
1. 1 2 3 4 5 6 7 8 9 10  금복현, 전통 부채의 멋 (1996). 《숲과 문화 총서》. 숲과 문화 연구회.
2. ↑  “네이버 한자사전”.[깨진 링크(과거 내용 찾기)]
3. ↑  “네이버 한자사전”.[깨진 링크(과거 내용 찾기)]
4. ↑  최남선 (1943). 《고사통(故事通)》.
5. ↑  “한국민족문화대백과사전”.
6. ↑  “한국민족문화대백과사전”. 조선 말기까지는 해마다 공조에서 단오 부채를 만들어 진상하였다. 그러면 임금은 그것을 신하들에게 나누어주었다.
7. ↑  “한국민속문화대백과사전”. 우리 민간에서 흔히 부채를 선사 받은 이는 그 부채에다 금강산의 만물상을 그려 가지기도 하였다. 또 근속(近俗)에는 버들가지·복숭아꽃·나비·벌·백로·부용 등을 그려 가지기를 좋아하며, 또 유명한 이의 시문을 써서 가지기도 한다.
8. ↑  “네이버 한자사전”.[깨진 링크(과거 내용 찾기)]
9. ↑  “네이버 국어사전”.[깨진 링크(과거 내용 찾기)]
10. ↑  “네이버 한자사전”.[깨진 링크(과거 내용 찾기)]
11. ↑  “한국민족대백과사전”. 조선시대에 한동안 유행되었던 윤선 또한 일반 부채와는 그 형태가 다른 특이한 부채로서, 댓살의 폭이 넓고 큰 것으로서 자루가 달려 있어, 펼치면 마치 우산같이 동그랗게 도는 부채이다.
12. ↑  “네이버 한자사전”.[깨진 링크(과거 내용 찾기)]
13. ↑  “네이버 한자사전”.[깨진 링크(과거 내용 찾기)]
14. 1 2  “한국민족문화대백과사전”.